# Antal Pénzes
Antal Pénzes ( 1895 - 1984 ) fue un botánico y destacado micólogo húngaro. Se conservan duplicados de sus accesiones en el "Departamento de Botánica", de la Facultad de Ciencias, FER-Zagreb, Universidad de Zagreb, Croacia.

## Algunas publicaciones
- 1963. A franciaperje: 16 ábraával. Vol. 17 de Magyarország kultúrflórája. Editor Akadémiai K. 50 pp.

- 1942. Budapest élövilága. 236 pp.

- 1941. A Festuca valida és alpestris rendszertani helyéről. 11 pp.

- 1938. Self Protection of Plants Against Too Intense Sunshine, with Special Regard to Species Growing in Hungary.

- 1937. Budapest természetvilága. Editor Különlenyomat a Budapesti Polgári Iskola, 31 pp.

- 1932. MagyarorszAo cercosporái. Folia Cryptogam 1 : 288-332

## Honores

### Eponimia
Especies
- (Asteraceae) Hieracium penzesii F.Kováts & Zahn ex Pénzes[2]

- (Brassicaceae) Cardamine penzesii Ančev & Marhold[3]

- (Crassulaceae) Sedum penzesii Domokos[4]

- (Poaceae) Festuca penzesii (Acht.) Markgr.-Dann.]][5]

- (Poaceae) Koeleria penzesii Ujhelyi[6]

- La abreviatura «Pénzes» se emplea para indicar a Antal Pénzes como autoridad en la descripción y clasificación científica de los vegetales.[7]